# Mauro Camoranesi
Mauro Germán Camoranesi Serra zkráceně jen Mauro Camoranesi (* 4. října 1976 Tandil, Argentina) je argentinský fotbalový trenér a bývalý fotbalový záložník, který reprezentoval Itálii.

## Klubová kariéra

### Jižní Amerika
Byl velkým fanouškem fotbalového klubu River Plate, začínal ale v klubu zvaném Aldosivi. Klub hrál ve městě Mar del Plata nacházející se 160 km od jeho rodného města Tandilu. Poté se přesunul do mexického klubu Santos Laguna. Po roce odcestoval do uruguayského klubu Montevideo Wanderers. Ale víc než šesti utkání neodehrál, kvůli jeho horkokrevnosti. Odešel tak do Banfieldu. Odehrál za něj 38 ligových utkání ve kterých vstřelil 16 gólů. Poté se ale znovu stěhoval a to od zpět do Mexika, kde hrál od roku 1998 za Cruz Azul. Zde hrál dvě sezony a nastřílel zde 32 branek ze 78 utkání.

### Itálie
V roce 2000 jej koupila Verona, tehdy hrající italskou nejvyšší ligu. Zde odehrál dvě sezony a nastoupil do celkem 53 utkání a vstřelil 7 branek.
Po sestupové sezoně 2001/02 jej za koupil Juventus. Pod trenérem Lippim se stal důležitým členem sestavy, která se dostala do finále
LM 2002/03. Utkání, ale prohráli s Milánem na penalty. Alespoň s klubem vyhrál titul v lize a dvakrát za sebou Italský superpohár (2002, 2003). Vyhrál i dva tituly ze sezon 2004/05 a 2005/06, jenže v roce 2006 byli kvůli korupci klubu odebrány a navíc byli za trest poslány do druhé ligy. Sezonu ve druhé lize pomohl vyhrát a slavil tak postup. Poté ještě u staré dámy zůstal tři roky, které i kvůli zraněním hrával čím dál méně. Poslední jeho sezona byla 2009/10 a za starou dámu odehrál celkem 288 utkání a vstřelil 32 branek.

### Německo a návrat do Argentiny
V létě 2010 byl prodán do německého Stuttgartu, jenže v lednu 2011 zrušil smlouvu a rozhodl se hrát fotbal v Argentině. Podepsal smlouvu v Lanúsu, kde odehrál celkem 42 utkání a v roce 2012 odešel hrát do Racing Club, kde po 29 utkání ukončil v roce 2013 fotbalovou kariéru.

## Trenérská kariéra
První jeho angažmá jako trenér bylo v mexickém klubu Coras de Nayarit v letech 2014–2015. Poté měl angažmá na rok v Tigre a poté půl roku vedl opět mexický klub Cafetaleros. V roce 2017 začal studovat, aby mohl získat licenci UEFA a v roce 2020 získal první angažmá v Evropě. Oslovil jej slovinský klub Tabor Sežana. Zachránil je od sestupu a odešel trénovat Maribor. V únoru 2021 byl propuštěn. Dne 5. července 2022 se stal asistentem trenéra v Olympique Marseille, jenže po týdnu rezignoval. V červnu 2023 podepsal smlouvu na jednu sezónu s maltským klubem Floriana FC.

## Přestupy
- z Cruz Azul do Verona za 7 000 000 Euro
- z Verona do Juventus za 8 500 000 Euro
- z Juventus do Stuttgart za 2 000 000 Euro
- z Stuttgart do Lanús zadarmo
- z Lanús do Racing Club zadarmo

## Hráčská statistika
| Sezóna  | Klub                 | Liga             | Liga   | Liga | Národní poháry | Národní poháry | Národní poháry | Kontinentální poháry | Kontinentální poháry | Kontinentální poháry | Celkem | Celkem |
| Sezóna  | Klub                 | Soutěž           | Zápasy | Góly | Soutěž         | Zápasy         | Góly           | Soutěž               | Zápasy               | Góly                 | Zápasy | Góly   |
| ------- | -------------------- | ---------------- | ------ | ---- | -------------- | -------------- | -------------- | -------------------- | -------------------- | -------------------- | ------ | ------ |
| 1994/95 | Aldosivi             | Primera B        | 31     | 0    | -              | 0              | 0              | -                    | 0                    | 0                    | 31     | 0      |
| 1996/97 | Santos Laguna        | Liga MX          | 13     | 1    | -              | 0              | 0              | -                    | 0                    | 0                    | 13     | 1      |
| 1997    | Montevideo Wanderers | Primera División | 6      | 1    | -              | 0              | 0              | -                    | 0                    | 0                    | 6      | 1      |
| 1997/98 | Banfield             | Primera B        | 38     | 16   | -              | 0              | 0              | -                    | 0                    | 0                    | 38     | 16     |
| 1998/99 | Cruz Azul            | Liga MX          | 39     | 11   | -              | 0              | 0              | -                    | 0                    | 0                    | 39     | 11     |
| 1999/00 | Cruz Azul            | Liga MX          | 36     | 10   | -              | 0              | 0              | -                    | 0                    | 0                    | 36     | 0      |
| 2000/01 | Verona               | Serie A          | 22     | 4    | IP             | 1              | 0              | -                    | 0                    | 0                    | 23     | 4      |
| 2001/02 | Verona               | Serie A          | 29     | 3    | IP             | 1              | 0              | -                    | 0                    | 0                    | 30     | 3      |
| 2002/03 | Juventus             | Serie A          | 30     | 4    | IP+IS          | 1+1            | 0              | LM                   | 13                   | 1                    | 45     | 5      |
| 2003/04 | Juventus             | Serie A          | 26     | 3    | IP+IS          | 5+1            | 1+0            | LM                   | 4                    | 0                    | 36     | 4      |
| 2004/05 | Juventus             | Serie A          | 36     | 4    | IP             | 1              | 0              | LM                   | 9                    | 1                    | 46     | 5      |
| 2005/06 | Juventus             | Serie A          | 34     | 3    | IP+IS          | 0+1            | 0              | LM                   | 9                    | 0                    | 44     | 3      |
| 2006/07 | Juventus             | Serie B          | 33     | 4    | IP             | 2              | 0              | -                    | 0                    | 0                    | 35     | 4      |
| 2007/08 | Juventus             | Serie A          | 22     | 5    | IP             | 1              | 0              | -                    | 0                    | 0                    | 23     | 5      |
| 2008/09 | Juventus             | Serie A          | 19     | 1    | IP             | 1              | 0              | LM                   | 6                    | 1                    | 26     | 2      |
| 2009/10 | Juventus             | Serie A          | 24     | 3    | IP             | 0              | 0              | LM+EL                | 6+3                  | 1+0                  | 33     | 4      |
| 2010/11 | Stuttgart            | Bundesliga       | 7      | 0    | NP             | 1              | 0              | EL                   | 6                    | 0                    | 14     | 0      |
| 2011    | Lanús                | Primera División | 17     | 0    | -              | 0              | 0              | -                    | 0                    | 0                    | 17     | 0      |
| 2011/12 | Lanús                | Primera División | 18     | 0    | -              | 0              | 0              | PO+PJA               | 5+2                  | 1+0                  | 25     | 1      |
| 2012    | Racing Club          | Primera División | 0      | 0    | AP             | 1              | 0              | -                    | 0                    | 0                    | 1      | 0      |
| 2012/13 | Racing Club          | Primera División | 27     | 3    | -              | 0              | 0              | PJA                  | 1                    | 0                    | 28     | 3      |
| Celkově | Celkově              | Celkově          | 488    | 94   | -              | 18             | 1              | -                    | 64                   | 5                    | 591    | 86     |

## Reprezentační kariéra
Za rodnou Argentinu nikdy neodehrál žádné utkání. Díky předkům z Itálie, mohl reprezentovat Itálii. Odehrál 55 utkání a vstřelil čtyři branky. První utkání odehrál ve věku 26 let 12. února 2003 proti Portugalsku (1:0). Trenér Trapattoni jej nominoval na ME 2004, kde odehrál dva zápasy. I nový trenér Marcello Lippi jej nasazoval a nominoval jej na MS 2006, kde odehrál pět zápasů a hrál i ve finále, které poté slavil coby mistr světa.
Také po nástupu trenéra Donadoni, se stal součástí výběru a dostal se i do nominace na ME 2008. Zde také odehrál všechna utkání. Poté byl i na Konfederačním poháru 2009 a posledním turnajem pro něj bylo MS 2010, které skončilo již ve skupině. Po turnaji ukončil reprezentační kariéru.

### Statistika na velkých turnajích
| Reprezentace | Rok     | Zápasy             | Zápasy | Zápasy      | Zápasy           | Zápasy           | Zápasy              |
| Reprezentace | Rok     | Fáze turnaje       | Datum  | Soupeř      | Odehraných minut | Vstřelené branky | Výsledek            |
| ------------ | ------- | ------------------ | ------ | ----------- | ---------------- | ---------------- | ------------------- |
| Itálie       | ME 2004 | 1 zápas ve skupině | 14. 6. | Dánsko      | 68               | 0                | 0:0                 |
| Itálie       | ME 2004 | 2 zápas ve skupině | 18. 6. | Švédsko     | 8                | 0                | 1:1                 |
| Itálie       | MS 2006 | 1 zápas ve skupině | 12. 6. | Ghana\|33   | 0                | 2:0              |                     |
| Itálie       | MS 2006 | 3 zápas ve skupině | 22. 6. | Česko       | 74               | 0                | 2:0                 |
| Itálie       | MS 2006 | Čtvrtfinále        | 30. 6. | Ukrajina    | 68               | 0                | 3:0                 |
| Itálie       | MS 2006 | Semifinále         | 4. 7.  | Německo     | 91               | 0                | 2:0 v prodl.        |
| Itálie       | MS 2006 | Finále             | 9. 7.  | Francie     | 86               | 0                | 1:1 (5:3) na (pen.) |
| Itálie       | ME 2008 | 1 zápas ve skupině | 9. 6.  | Nizozemí    | 75               | 0                | 0:3                 |
| Itálie       | ME 2008 | 2 zápas ve skupině | 13. 6. | Rumunsko    | 85               | 0                | 1:1                 |
| Itálie       | ME 2008 | 3 zápas ve skupině | 17. 6. | Francie     | 27               | 0                | 2:0                 |
| Itálie       | ME 2008 | Čtvrtfinále        | 22. 6. | Španělsko   | 62               | 0                | 0:0 (2:4 na pen.)   |
| Itálie       | MS 2010 | 1 zápas ve skupině | 14. 6. | Paraguay    | 31               | 0                | 1:1                 |
| Itálie       | MS 2010 | 2 zápas ve skupině | 20. 6. | Nový Zéland | 45               | 0                | 1:1                 |

## Úspěchy

### Klubové
- 1× vítěz 1. italské ligy (2002/03)
- 1× vítěz 2. italské ligy (2006/07)
- 2× vítěz italského superpoháru (2002, 2003)

### Reprezentace
- 2× na MS (2006 – zlato, 2010)
- 2× na ME (2004 2008)
- 1× na Konfederačním poháru (2009)

### Individuální
- 1x vítěz Guerin d'oro (2008)

### Vyznamenání
Zlatý límec za sportovní zásluhy (2006)

 Řád zásluh o Italskou republiku (2006)